# Burley (Hampshire)
Pour les articles homonymes, voir Burley.
Burley est un village du district de New Forest dans le comté du Hampshire, en Angleterre.

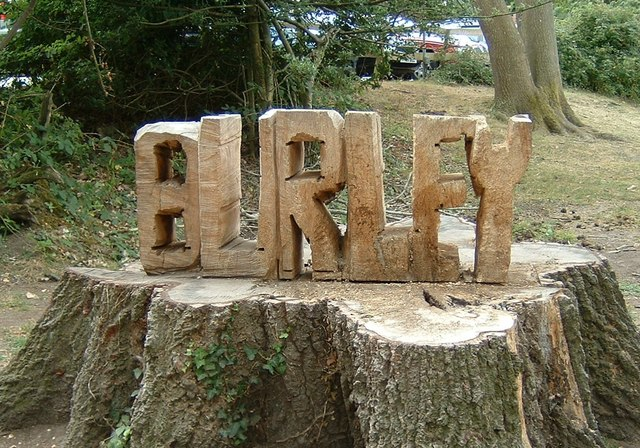
Entrée de village.

## Vue d'ensemble
Burley est situé à l’ouest de la New Forest, au sud-est de la ville de Ringwood, 8 km.
Le village est très étalé. À côté du centre du village, se trouvent Burley-Street au nord, Bisterne à l'est et le secteur de Mill Lawn au nord-est.
Burley dispose d'un bureau de poste, de kiosques à journaux, une boucherie, des magasins de village, ainsi que des salons de thé, un magasin de vêtements Hippy/festival, des antiquaires, des galeries d'art, des boutiques de cadeaux, des pubs et un grand centre de vente et de location de vélos.
Le village pratique toujours la vieille tradition du pâturage en commun, permettant aux animaux de paître dans la forêt ouverte, le bétail errant librement dans le village.
Burley abrite un club de football et un club de cricket.
Le club de golf de Burley se trouve au sud-est du village.
Le village est entouré par les landes ouvertes de la New Forest, contenant un complexe de forêts, de landes et de prairies acides, d’arbustes et de tourbières vallonnées, propice à la richesse et à la diversité de la faune.

## Jumelages
Beurlay (France).